# Alter do Chão (Brazilië)

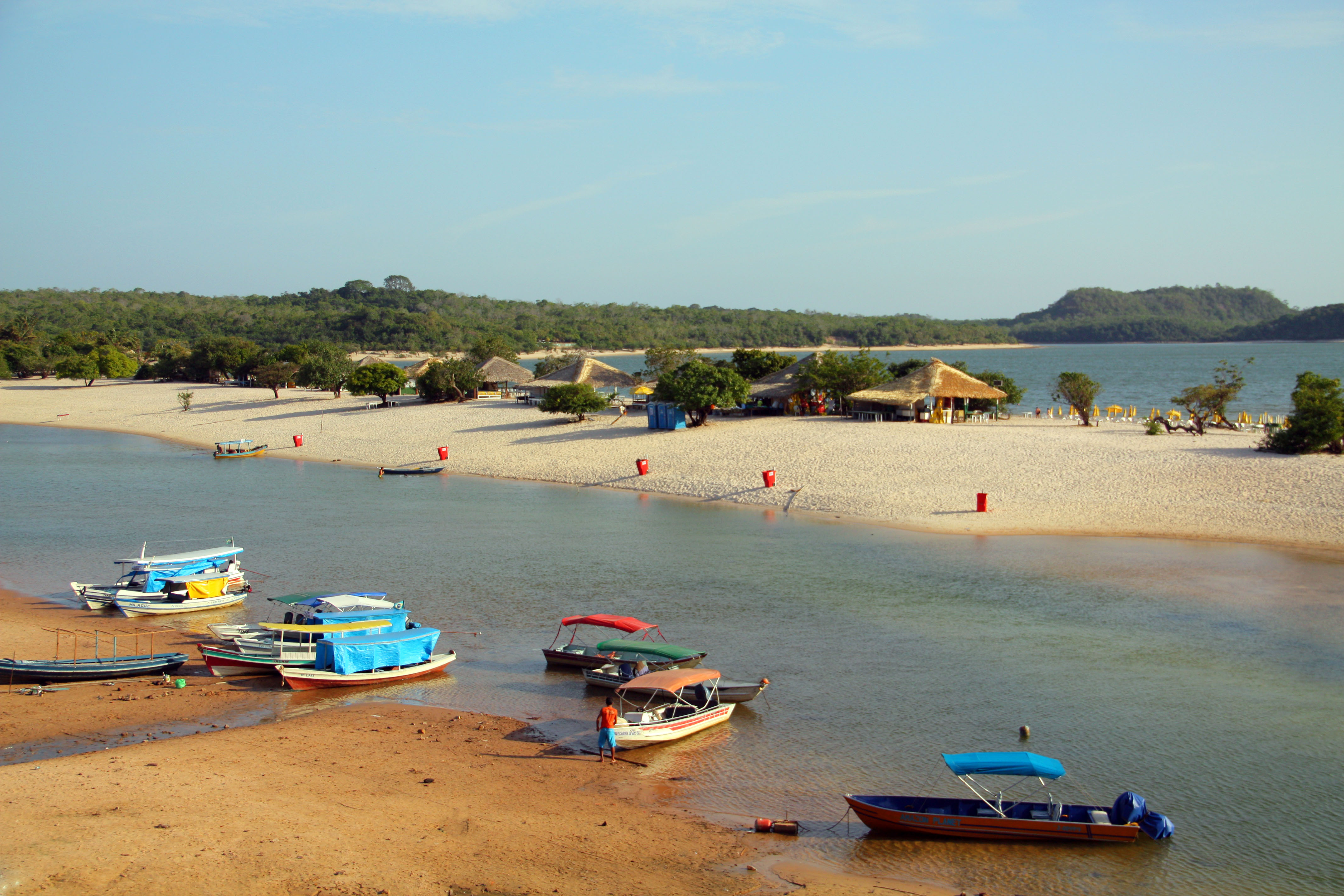
Het Ilha do Amor

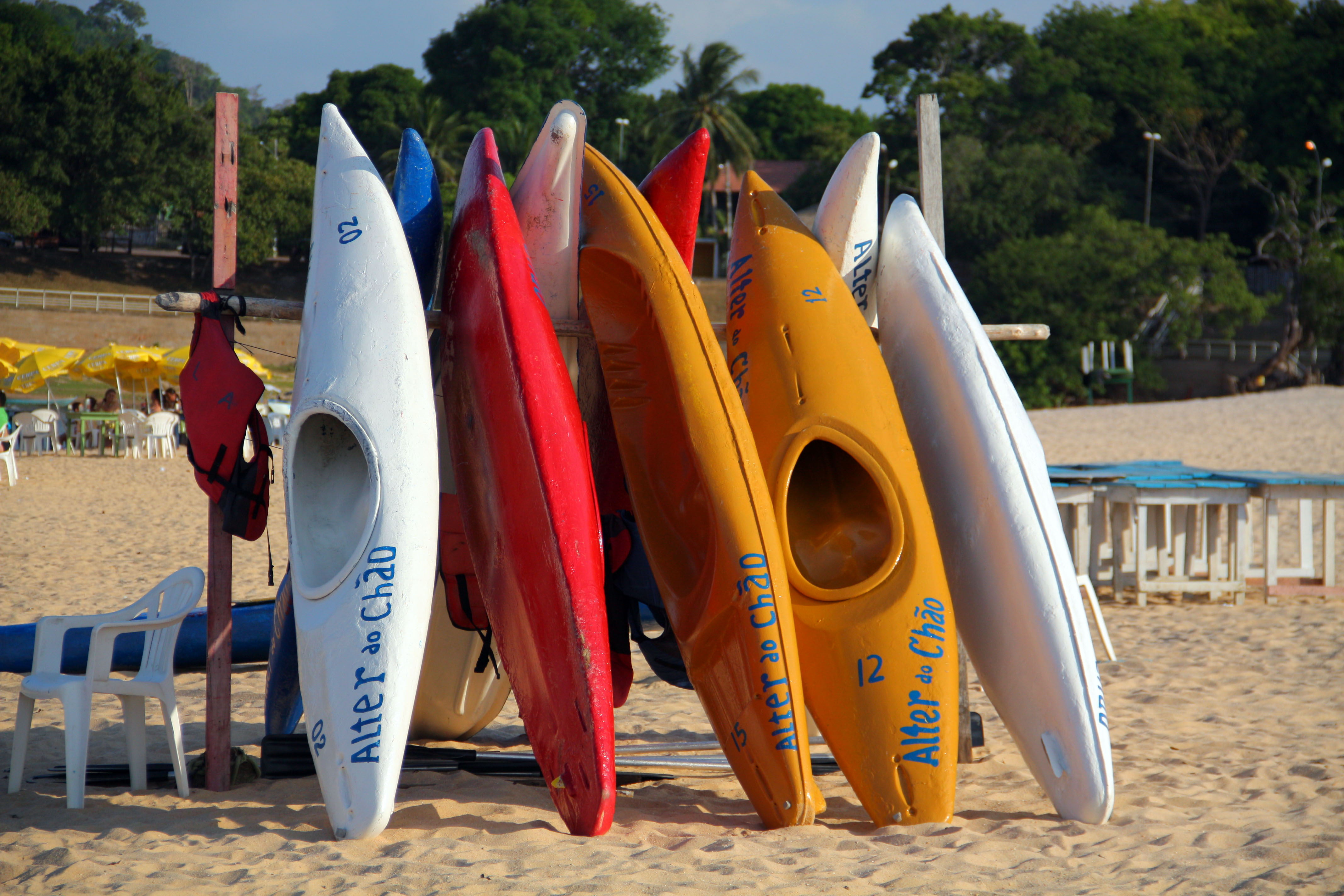
Kajaks op het strand

Alter do Chão is een plaats in de Braziliaanse gemeente Santarém in de deelstaat Pará in het Amazonegebied. De plaats ligt op de oever van de rivier de Tapajós bij het Lago Verde, 37 kilometer ten westen van het centrum van de stad Santarém. Er loopt vanuit Alter do Chão een weg naar deze stad en een weg naar het zuidelijker gelegen Belterra.
Alter do Chão is een belangrijke toeristische bestemming in de omgeving van Santarém en staat bekend om zijn witte stranden. Het bekendste strand is waarschijnlijk het Ilha do Amor (Liefdeseiland). Het bevindt zich op een schiereiland tussen het Lago Verde en de Tapajós en schijnt met name bij laagwater indrukwekkend te zijn.

## Naam
Alter do Chão is genoemd naar de gelijknamige plaats in Portugal.

## Geschiedenis
De plaats is gesticht op 6 maart 1626 en kreeg op 6 maart 1758 de status van vila van Francisco Xavier de Mendonça Furtado, gouverneur van Grão-Pará in de Kolonie Brazilië. Tijdens de 17e en 18e eeuw waren er verschillende missies naar Alter do Chão, geleid door de franciscanen. Onze-Lieve-Vrouw van de Remedies, een titel van Maria, werd ingesteld als de beschermheilige.
Tot de 18e eeuw werd de plek vooral bewoond door indianen van de Boraris en er zijn nog steeds sporen te vinden van de inboorlingen.
In het begin van de 20e eeuw was Alter do Chão een van de routes om latex van de Braziliaanse rubberboom te vervoeren vanuit Belterra en Fordlândia. De plaats ontwikkelde zich in een korte periode, die duurde tot 1950, toen de productie daalde en de economie inzakte. Vanaf de jaren 90 van de 20e eeuw is er geïnvesteerd in het toerisme en daarmee zijn goede resultaten behaald.

## Trivia
- De witte stranden van Alter do Chão werden in 2014 door de Britse krant The Guardian verkozen tot de mooiste van Brazilië.[2]